# Polyscias quintasii
Polyscias quintasii là một loài thực vật thuộc họ Araliaceae. Đây là loài đặc hữu của São Tomé và Príncipe.